# Міністерство охорони здоров'я і соціальних справ Швеції
Міністерство охорони здоров'я і соціальних справ Швеції (швед. Socialdepartementet) — державна установа Швеції, що несе відповідальність за політику, пов'язану з соціальним забезпеченням, куди входить: фінансова безпека, соціальні послуги, медико-санітарна допомога, зміцнення здоров'я та прав дітей й інвалідів.
У даному міністерстві працює близько 200 співробітників. Близько 20 з них є політичними призначенцями. Це міністерство очолює міністр охорони здоров'я і соціальних справ, у даний час Лена Галленгрен. Ще один міністр працює в міністерстві: міністр соціального забезпечення Анніка Страндгелл.

## Агентства
- Медичне Агентство медикаментів
- Шведська національна рада медичної відповідальності
- Шведська національна фармацевтичний рада
- Шведське Агентство Національної спеціальної педагогічної корекційної підтримки
- Шведська національна рада з усиновлення
- Шведська національна рада з питань охорони здоров'я та соціального забезпечення
- Шведська національна рада з мед.догляду
- Шведський національний інститут соціально-психологічної медицини
- Шведський національний інститут суспільної охорони здоров'я
- Шведська національна рада соціального страхування
- Головне управління системою соціального страхування
- Шведський омбудсмен у справах дітей
- Шведський омбудсмен з інвалідності
- Шведська федерація соціального страхування
- Шведська рада з трудового життя та соціальних досліджень
- Шведська національний рада з оцінки технологій охорони здоров'я
- Шведський інститут з контролю за інфекційними захворюваннями